# 波羅的海國家同步歐洲大陸電網
波羅的海國家同步歐洲大陸電網，簡稱「波羅的海同步計畫」，是一項國際電力傳輸基礎設施項目，旨在使波羅的海國家（立陶宛、拉脫維亞和愛沙尼亞）與由歐洲輸電系統運營商聯盟（ENTSO-E）管理的歐洲大陸電網實現電網同步，並脫離由「白俄羅斯—俄羅斯—愛沙尼亞—拉脫維亞—立陶宛」（BRELL）協議管理的傳輸系統統一電力系統（IPS/UPS）。該項目於2025年2月9日成功實施。

## 背景

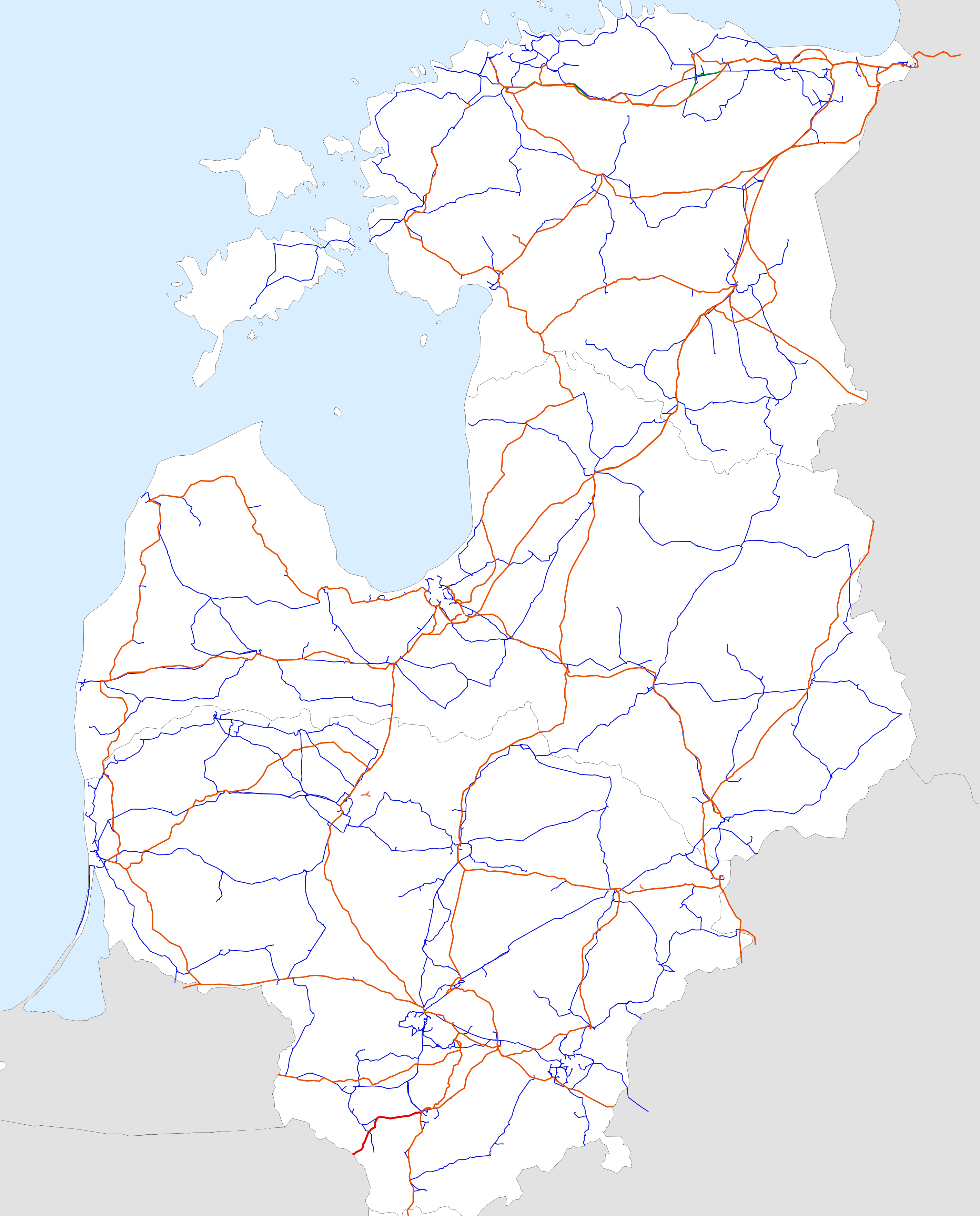
2022年波羅的海國家電力架空輸電網

波羅的海國家電網原先隸屬於「IPS/UPS」電力系統，該系統在蘇聯佔領期間建立，並由莫斯科統一調控。2001年2月，白俄羅斯、俄羅斯、愛沙尼亞、拉脫維亞和立陶宛簽署「BRELL」協議，以管理區域電網的技術同步運作。
2007年，三國決定擺脫對俄羅斯電網的依賴，正式申請加入當時的「UCTE」（現為「ENTSO-E」），並啟動技術可行性研究。該計畫不僅有助於提升能源安全，也能讓三國重新掌控自身電網。歐盟委員會視此為優先戰略，並投入逾12億歐元資助該計畫。主要基礎建設包括新建輸電線路、電池儲能系統及9座同步調相機。

## 進程
2007年，波羅的海三國總理確立目標，推動與歐洲大陸電網接軌。2018年9月，三國向「ENTSO-E」提交正式申請，請求擴展同步區域。2019年5月27日，三國簽署協議，確認將接入歐洲大陸電網。

### 加速進度的提議
2022年俄羅斯入侵烏克蘭後，波羅的海三國更加迫切希望擺脫俄羅斯主導的電網。立陶宛總理因格麗達·希莫尼特宣佈，該國計畫提前退出「IPS/UPS」，並預計於2023年底公布具體時程。
2023年4月22日，三國原訂進行壓力測試，以驗證基礎設施是否能獨立運作一天。最終，愛沙尼亞與拉脫維亞退出測試，僅立陶宛成功完成，並確認已具備2024年加入歐洲大陸電網的條件。愛沙尼亞與拉脫維亞則因基礎設施尚未完善，建議延後至2025年。立陶宛總統吉塔納斯·瑙塞達則持續施壓，希望三國能於2024年完成同步。最終，各國達成共識，最晚於2025年2月完成併網。

### 退出BRELL
2024年7月16日，波羅的海三國的電網營運商：「Elering」（愛沙尼亞）、「Augstsprieguma tīkls」（拉脫維亞）與「Litgrid」（立陶宛）正式通知俄羅斯與白俄羅斯，決定退出「BRELL」協議。同年11月1日，立陶宛首都維爾紐斯設置一座9公尺高的倒數計時鐘，象徵即將脫離俄羅斯電網。「BRELL」協議原定於2025年2月7日到期，技術性斷開則計畫於2月8日進行。

### 同步併網
東歐時間2025年2月8日9時09分，波羅的海三國正式脫離「IPS/UPS」電網。斷網當日，各國電網進入孤立運作模式，進行頻率、電壓穩定性及系統韌性測試。斷開後，俄羅斯加里寧格勒州成為電力孤島，與周邊國家電網斷聯。在測試期間，立陶宛的埃萊克特雷奈發電廠曾短暫發生非預期停機，但隨即恢復供電。2025年2月9日下午14時過後，波羅的海三國成功與歐洲大陸電網同步接軌。

## 對外連結
2015年12月9日，波蘭與立陶宛啟用「立波連結」，成為波羅的海三國與歐洲電網之間的首條直連電力通道。2018年，歐盟宣佈建設另一條經波羅的海連接波蘭的電力線路「和諧連結」，計畫總投資約6.8億歐元，其中4.93億歐元由「連接歐洲設施」提供資金支持。此外，波羅的海三國亦透過「北波羅的海連結」與「Estlink」與北歐電網相連，但在電網切換期間，「Estlink」僅以三分之一容量運行。